# Barsoom
Barsoom is een reeks science fantasy-verhalen bedacht door de Amerikaanse schrijver Edgar Rice Burroughs. De naam is afgeleid van de benaming die de planeet Mars in deze verhalen heeft. De verhalen uit de reeks spelen zich af op Mars.
De verhalen combineren sciencefiction met fantasy (en dan met name sword and sorcery). Centraal staat het personage John Carter: een Amerikaanse soldaat die per ongeluk op Mars belandt en daar terechtkomt in een oorlog tussen de verschillende Martiaanse rassen. De reeks wordt daarom ook wel de John Carter of Mars-serie genoemd, hoewel John Carter niet in alle verhalen meedoet.
Het eerste verhaal uit de reeks, Under the Moons of Mars, verscheen in 1912 als pulpverhaal. In de jaren erop volgden nog tien andere verhalen. De serie heeft meerdere sciencefictionschrijvers uit de 20e eeuw geïnspireerd.

## Achtergrond
De meeste verhalen uit de reeks worden verteld vanuit het perspectief van een enkel personage, maar er zijn ook verhalen in de derde persoon. De meeste boeken zijn romans, maar de laatste twee delen zijn bundels van korte verhalen. De eerste drie boeken draaien om John Carter en de Martiaanse prinses Dejah Thoris. De daaropvolgende vier boeken hebben andere personages in de hoofdrollen. In de laatste delen is John Carter weer de hoofdpersoon.
De bewoners van Mars hebben in de verhalen zeer geavanceerde technologie uitgevonden en naar aardse maatstaven wonderlijke uitvindingen gedaan waaronder vliegmachines, maar hun cultuur bestaat uit voortdurend oorlog voeren, wat de planeet tot een woestenij heeft gemaakt. De (menselijke) hoofdpersonen moeten zich vaak sterk aanpassen om in deze naar hun maatstaven onbeschaafde cultuur te overleven.
Zoals de meeste verhalen van Burroughs zijn de boeken uit de Barsoom-reeks geschreven als verslag of reisverhaal van iets dat de verteller meegemaakt heeft. De verhalen bevatten ook omschrijvingen van de Martiaanse cultuur. Verder spelen verloren beschavingen, verlaten steden, en rijken geregeerd door een tiran of dictator een belangrijke rol.
Burroughs was mogelijk ook een van de eerste 20e-eeuwse schrijvers die een kunsttaal bedacht voor zijn verhalen; de Martianen spreken het door hem bedachte Barsoomian.

## Verhalen
Burroughs begon in de tweede helft van 1911 met het schrijven van de Barsoom-reeks en produceerde tussen 1911 en 1914 1 volume per jaar. Tussen 1921 en 1941 volgden nog zeven verhalen. Het eerste verhaal verscheen aanvankelijk in het tijdschrift The All-Story onder de titel Under the Moons of Mars (1912), en werd in 1917 in boekvorm uitgebracht onder de titel A Princess of Mars (1917). Het laatste boek was een novelle met de titel Skeleton Men of Jupiter, die werd gepubliceerd in Amazing Stories in februari 1943.
| Nr. | Titel                                                                                | Gepubliceerd als vervolgverhaal              | Gepubliceerd als roman   | Fictieve verteller | Jaar in de roman |
| --- | ------------------------------------------------------------------------------------ | -------------------------------------------- | ------------------------ | ------------------ | ---------------- |
| 1   | A Princess of Mars                                                                   | februari–juli 1912, All-Story                | oktober 1917, McClurg    | John Carter        | 1866–1876        |
| 2   | The Gods of Mars                                                                     | januari–May 1913, All-Story                  | september 1918, McClurg  | John Carter        | 1886             |
| 3   | The Warlord of Mars                                                                  | december 1913-maart 1914, All-Story          | september 1919, McClurg  | John Carter        | 1887–1888        |
| 4   | Thuvia, Maid of Mars                                                                 | april 1916, All-Story Weekly                 | oktober 1920, McClurg    | derde persoon      | 1888~1898        |
| 5   | The Chessmen of Mars                                                                 | februari–maart 1922, Argosy All-Story Weekly | november 1922, McClurg   | derde persoon      | 1898~1917        |
| 6   | The Master Mind of Mars                                                              | juli 15, 1927, Amazing Stories Annual        | maart 1928, McClurg      | Ulysses Paxton     | 1917             |
| 7   | A Fighting Man of Mars                                                               | april–september, 1930, Blue Book             | mei 1931, Metropolitan   | Tan Hadron         | 1928             |
| 8   | Swords of Mars                                                                       | november 1934-april 1935, Blue Book          | februari 1936, Burroughs | John Carter        | 1928~1934        |
| 9   | Synthetic Men of Mars                                                                | januari–februari 1939, Argosy Weekly         | maart 1940, Burroughs    | Vor Daj            | 1934~1938        |
| 10  | Llana of Gathol                                                                      | maart–oktober 1941, Amazing Stories          | maart 1948, Burroughs    | John Carter        | 1938~1940        |
| 11  | John Carter of Mars: John Carter and the Giant of Mars (door John Coleman Burroughs) | januari 1941, Amazing Stories                | juli 1964, Canaveral     | derde persoon      | 1940             |
| 11  | John Carter of Mars: Skeleton Men of Jupiter                                         | februari 1943, Amazing Stories               | juli 1964, Canaveral     | John Carter        | 1941–1942        |

## Burroughs’s Mars

### Achtergrond
Burroughs baseerde zijn versie van Mars, of Barsoom zoals deze door de Martianen genoemd wordt, op inmiddels achterhaalde wetenschappelijke ideeën dat Mars mogelijk ooit leven bevatte. Met name de theorieën van Percival Lowell en Giovanni Schiaparelli dienden voor Burroughs als inspiratiebron. Lowell zag Mars namelijk als een planeet die mogelijk ooit net zo was als de aarde en dus zeer waarschijnlijk leven bevatte, maar die door ouderdom langzaam aan het afsterven was; een theorie die eerder ook al door H.G. Wells was gebruikt voor zijn boek The War of the Worlds.
In de reeks krijgt hoofdpersoon John Carter te horen dat Mars ongeveer een miljoen jaar geleden inderdaad een planeet gelijk aan de aarde was. Inmiddels zijn echter de oceanen opgedroogd waardoor water schaars is geworden en zijn natuurlijke grondstoffen steeds lastiger te verkrijgen. Doordat hun wereld stervende is, wordt het voor de Martianen steeds lastiger te overleven. Dit drijft hen tot oorlog en maakt dat hun cultuur langzaam steeds barbaarser wordt. Door het afsterven van plantleven wordt ook de atmosfeer van Mars niet langer natuurlijk in stand gehouden. De Martianen hebben daarom een geavanceerde machine gemaakt die de atmosfeer kunstmatig kan aanvullen. Deze staat in een gebouw dat is afgeschermd met sloten die alleen via een telepathische code geopend kunnen worden, en deze code is te allen tijde bij slechts twee Martianen bekend.
In veel opzichten is de Martianen beschaving geavanceerder dan aardse ten tijde dat de boeken geschreven werden. Zo hebben ze beschikking over luchtschepen (zowel voor persoonlijk transport als voor goederenvervoer en oorlogsvloten) die kunnen vliegen dankzij anti-zwaartekracht opgewekt met de stralen van de zon. Ook hebben ze vuurwapens die gebruikmaken van radiumkogels en is de geneeskunde al verder gevorderd dan op de vroege 20e-eeuwse aarde. In andere opzichten is het leven op Mars echter barbaarser dan dat op aarde. Slavernij komt nog altijd veelvuldig voor, huurmoordenaar wordt beschouwd als een eervol beroep, en ondanks dat ze ook vuurwapens kennen geven de meeste Martianen nog altijd de voorkeur aan zwaarden voor een op een gevechten.

### Metrieke stelsels
Burrough gaf de Martiaanse beschaving uit zijn boeken ook een eigen tijdrekening en metriek stelsel. Een dag op Mars (die volgens Burroughs 24 uur en 37 minuten duurt volgens Aardse tijdrekening) is verdeeld in 10 periodes genaamd Zodes. 1 Zode is weer verdeeld in 50 periodes genaamd Xats, en 1 Xat in 200 periodes genaamd Tals. 1 Tal staat ongeveer gelijk aan 1 seconde. Een Martiaans jaar is bijna 2 keer zo lang als een Aards jaar; 687 dagen (Padans). Een Martiaans jaar (een Ord) is onderverdeeld in 10 periodes genaamd Teean.
Het metrieke stelsel telt onder andere de volgende eenheden:
| Martiaanse eenheid  | Metrische eenheid          |
| ------------------- | -------------------------- |
| 1 sofad             | 0,2967 meter               |
| 10 sofads = 1 ad    | 2,97 meter                 |
| 200 ads = 1 haad    | 594,07 meter               |
| 100 haads = 1 karad | 59,407 kilometer           |
| 2,709 haads         | 1609 meter (1 Britse mijl) |
| 1,683 haads         | 1000 meter                 |

### Martianen

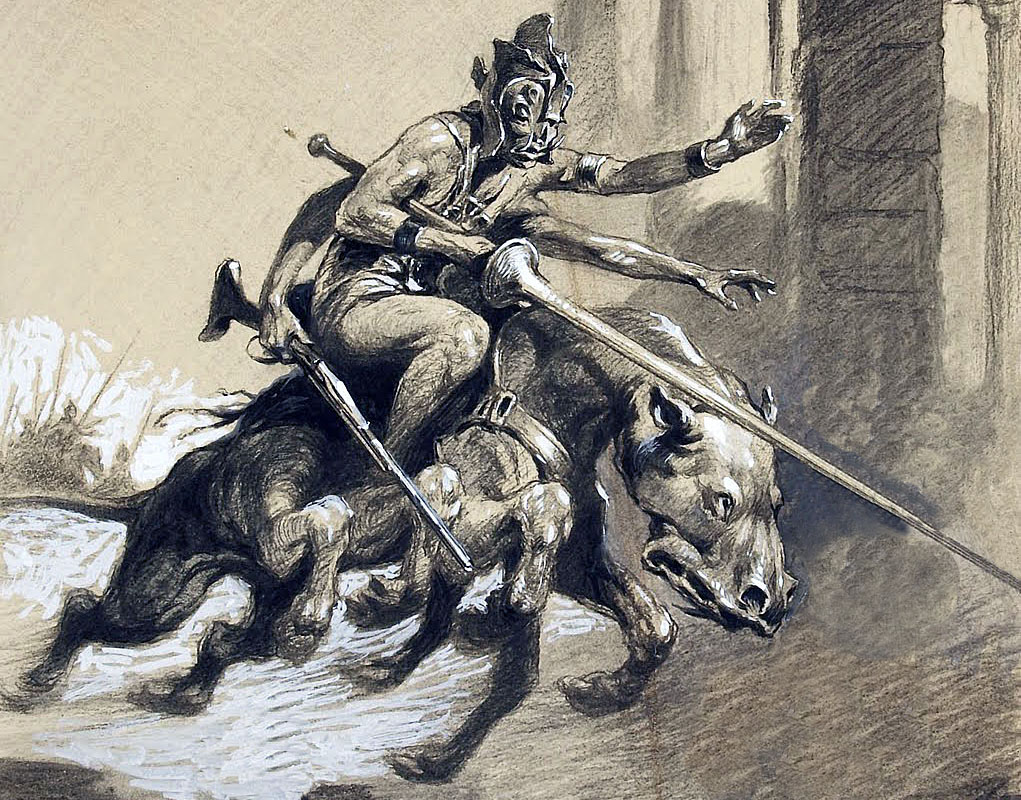
Een vierarmige groene Martiaan.

In Barsoom komen op Mars verschillende soorten Martianen en andere wezens voor. De Martiaanse rassen hebben in de meeste opzichten een humanoïde vorm, maar soms met extra ledematen. Ze planten zich voort via eieren en hebben een gemiddelde levensverwachting van 1000 jaar.
Alle Martianen zijn in staat telepathisch met elkaar en gedomesticeerde dieren te communiceren.
De verschillende rassen zijn:
Rode Martianen:De dominante soort op Barsoom. Hun cultuur is georganiseerd in een systeem van meerdere keizerlijke stadstaten. Deze stadstaten beheersen de kanalen waarlangs het schaarse water verdeeld wordt over de planeet. Er heerst continue vijandigheid tussen de verschillende steden. Rode Martianen zijn een kruising tussen de oudere gele Martianen, witte Martianen en zwarte Martianen, waarvan nog kleine groepen bestaan in geïsoleerde samenlevingen. Deze kruisingen ontstonden toen de zeeën op Barsoom op begonnen te drogen en er behoefte ontstond aan een nieuw, sterker ras dat in de nieuwe omstandigheden kon overleven. De rode Martianen zijn zeer beschaafd en hebben een sterke erecode en gevoel voor eerlijkheid.
Groene MartianenHet tweede meest voorkomende ras op Barsoom. Daar waar de meeste Martianen er feitelijk uitzien als mensen met alleen een andere huidskleur, hebben de groene Martianen wel een meer ‘buitenaards’ uiterlijk. Ze zijn groter dan de andere rassen, hebben vier armen, ogen aan de zijkanten van hun hoofd, en in veel tekeningen worden ze tevens afgebeeld met slagtanden. Ze leiden een nomadenbestaan en zijn erg oorlogszuchtig en barbaars. Groene Martianen hebben maar weinig interesse in zaken als liefde, vriendschap en familie. Zo worden de kinderen direct bij hun geboorte al gescheiden van hun ouders en gezamenlijk door de hele stam opgevoed om ze te training tot sterke krijgers. Hun cultuur bestaat uit een strikte hiërarchie met verschillende stamhoofden en clans. Ze zijn primitief ten opzichte van de rode Martianen. Zo kennen ze geen geschreven taal en kunst. Ze verplaatsen zich op getemde rijdieren genaamd Thoats en vechten met zwaarden.
Gele MartianenOok wel Okarians genoemd. Van hen werd aangenomen dat ze uitgestorven zijn, maar in The Warlord of Mars blijkt er nog een groep in leven in een geheime stad op de Noordpool van Mars. Ze zijn uitzonderlijk wreed en gebruiken slaven om het zware werk op te knappen. De mannen vallen vooral op door hun zware baardgroei.
Witte MartianenZij waren gedurende 500.000 jaar de dominante soort op Mars. Hun cultuur kende grootse steden met geavanceerde technologie, maar hierdoor werden ze al snel decadent en ‘overbeschaafd’. Ze waren onder andere zeer bedreven in het bevaren van de zeeën. Toen de oceanen op Barsoom begonnen op te drogen, spanden ze samen met de gele en zwarte Martianen om de Rode Martianen voort te brengen. Net als de gele Martianen wordt aanvankelijk aangenomen dat ze reeds uitgestorven zijn, maar drie groepen genaamd de Orovars, Therns en Lotharians blijken in de loop van de reeks nog te bestaan. Ze zijn zeer geavanceerd in telepathie. De Lotharians kunnen dit zelfs als wapen gebruiken. De Therns beschouwen zichzelf als superieur aan de andere Martianen, die ze onder andere als slaaf en voedselbron gebruiken.
Zwarte MartianenEen ras van Martianen die volgens een legende de manen van Mars zouden bewonen. In werkelijkheid leven ze echter ondergronds nabij de zuidpool. Ze hebben een grote luchtmacht tot hun beschikking. Ze refereren aan zichzelf als “de eerst geborenen” omdat ze van mening zijn dat zij een uniek soort Martianen zijn. Ze aanbidden een godin genaamd Issus. In The Gods of Mars verslaat John Carter hun vloot.
Kaldanes en RykorsDe Kaldanes zijn een ras dat ernaar streeft om te evolueren naar een gedaante bestaande uit pure intellect en zonder lichamelijk bestaan. Hun lichaam bestaat uit vrijwel alleen maar een hoofd met zes korte benen en een paar scharen als handen. Ze zijn in staat te leven zonder zuurstof. De Rykors daarentegen zijn juist de perfecte lichamen zonder brein. Zij worden door de Kaldanes gebruikt als lastdieren en voedselbron. Kaldanes kunnen een parasitaire samenleving aangaan met de Rykors, waarbij de Kaldane de taak van het brein overneemt en de Rykor bestuurd alsof het zijn eigen lichaam is.
KangoeroemannenEen van de mindere rassen van Barsoom, zo genoemd vanwege hun kangoeroe-achtige staart en hun gave om over verre afstanden te springen. Ze zijn laf en hebben een lage morele code.

### Fauna
ThoatsThoats zijn achtbenige dieren met een platte, brede staart. Ze zijn een van de weinige herbivoren op Mars. Thoats worden door zowel de Groene als Rode Martianen gebruikt als rij- en lastdieren. Ze komen in 2 varianten voor. De eerste soort is ongeveer zo groot als een paard en wordt voornamelijk door Rode Martianen gebruikt. De andere is bijna 3 meter hoog en vooral populair bij Groene Martianen.
CalotDe Martiaanse equivalent van een hond. Calot’s zijn ongeveer zo groot als een shetlandpony. Ze hebben 10 poten en een kikkerachtige bek vol tanden. Ze behoren tot de snelste wezens op Mars en worden door de Groene Martianen gebruikt door als jachtdieren of bewakers. De bekendste Calot in de serie is Woola, de persoonlijke Calot van John Carter.
Witte Apen(Engels: White Apes), een ras van 3 tot 5 meter grote, op gorilla’s gelijkende apen. Ze hebben vier armen en een spierwitte, onbehaarde huid. Ze zijn extreem gewelddadig en een van de voornaamste doodsoorzaken onder Martiaanse kinderen. Ze beschikken over matige intelligentie; zo kunnen ze bijvoorbeeld wapens hanteren. Ze zijn een van de weinige wezens in de serie die geen Martiaanse naam hebben.
BanthDe Martiaanse equivalent van de leeuw. Ze hebben lange, slanke lichamen, zijn vrijwel geheel haarloos behalve hun manen, 10 poten, en een bek met meerdere rijen tanden.
UlsioDe Martiaanse rat. Ulsio’s zijn ongeveer zo groot als een Airedaleterriër. Hun kaken bestaan geheel uit bot, zonder huid, en hun ogen zitten dicht op elkaar. Ze hebben zes poten. Ze komen overal op Barsoom voor. Kaldanes beschouwen Ulsio’s als een delicatesse. Ulsio’s leven in tunnels onder de grond.
AptEen diersoort die vooral in de poolregio voorkomt. Apts hebben vier benen en 2 armen, en slagtanden. Apt’s zijn roofdieren die makkelijk een maand zonder slaap kunnen. Hun voornaamste jachttechniek is dan ook een prooi op blijven jagen tot deze door uitputting bezwijkt. De vacht van een Apt wordt door Martianen in het poolgebied gebruikt om jassen te maken als bescherming tegen de kou.
Sorakeen klein, zespotig wezen dat als huisdier gehouden wordt.

## Personages

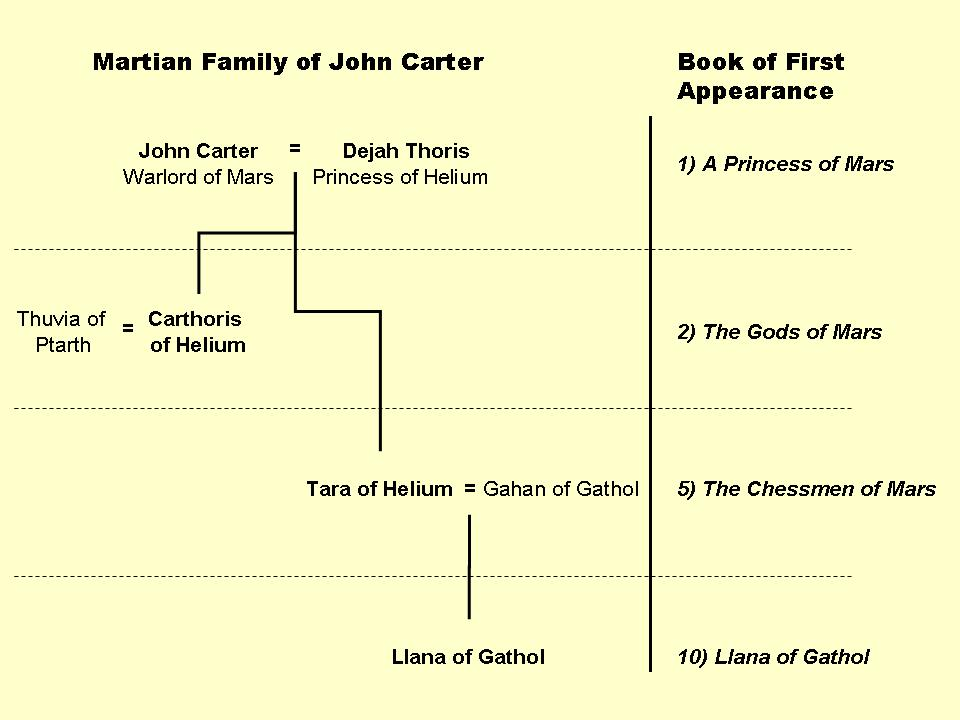
John Carters afstammelingen

### Mensen
- John Carter: de hoofdpersoon in deel 1, 2, 3, 8, 10 en 11 van de reeks. John Carter is een kapitein uit het Amerikaanse leger. Hij komt uit Virginia en vocht in de Amerikaanse Burgeroorlog aan de kant van de Geconfedereerde Staten van Amerika.[14] Hij kan zich niks herinneren van zijn leven van voor zijn 30e. Na de oorlog is hij als goudzoeker gaan werken. In 1866 belandt hij door toedoen van een Apache-indiaan in een schijndode toestand en wordt zijn bewustzijn via astrale projectie naar Mars gebracht. Hier belandt hij in een nieuw lichaam gelijk aan zijn aardse.
Omdat Mars een kleinere zwaartekracht heeft dan de aarde, is John Carter op Mars tot veel meer in staat dan op aarde en zeker in verhouding tot de Martianen erg sterk en wendbaar. In totaal brengt hij 10 jaar op Mars door alvorens terug te keren naar de aarde. In 1886 keert hij weer terug naar Mars. Tijdens zijn verblijf op Mars belandt hij in meerdere oorlogen, wint het hart van prinses Dejah Thoris, en wordt tot krijgsheer benoemd. Hij veroudert schijnbaar nooit, maar hoe dit kan weet hij zelf ook niet.
- Ulysses Paxton: de hoofdpersoon uit The Master Mind of Mars. Paxton is een soldaat uit de Eerste Wereldoorlog die net als John Carter per toeval op Mars belandt. Daar wordt hij een assistent van de wetenschapper Ras Thavas, die hem de Martiaanse naam Vad Varo geeft.

### Martianen
- Dejah Thoris: Een Martiaanse prinses. Ze is moedig en standvastig, maar belandt desondanks geregeld in gevaarlijke situaties. Ze is de dochter van Mors Kajak. Ze is erg trots op haar afkomst.[15] Ze speelt een centrale rol in de eerste drie boeken, waarin John Carter haar geregeld moet redden van verschillende vijanden.
- Tars Tarkas: een groene Martiaanse krijger die in tegenstelling tot zijn soortgenoten wel in staat is liefde te voelen. Hij wordt vrienden met John Carter en vecht in veel gevechten aan zijn zijde. Carter helpt hem stamhoofd (Jeddak) te worden van zijn stam zodat er eindelijk vrede kan komen tussen de groene Martianen en de Rode Martianen.
- Thuvia of Ptarth: de prinses van Ptarth, die haar debuut maakt in The Gods of Mars wanneer John Carter haar redt van de Therns. Net als Dejah is ze sterk, standvastig, trots op haar afkomst, maar wordt ze geregeld gevangen of bedreigd door de schurken in de reeks.
- Ras Thavas: een gestoorde wetenschapper die voorkomt in The Master Mind of Mars and Synthetic Men of Mars. Hij heeft een techniek ontwikkeld om hersenen te transplanteren van het ene lichaam naar het andere.

### Afstammelingen van John Carter en Dejah Thoris
- Carthoris: de zoon van John Carter en Dejah Thoris. Hij heeft zijn vaders enorme kracht en zwaardvechttechnieken geërfd. Hij speelt een kleine rol in The Gods of Mars en de hoofdrol in Thuvia, Maid of Mars.[16]
- Tara of Helium: de dochter van John Carter en Dejah Thoris, die de hoofdrol speelt in The Chessmen of Mars. Ze is de moeder van Llana.
- Llana of Gathol: kleindochter van John Carter en Dejah Thoris. Ze speelt de hoofdrol in de verhalenbundel Llana of Gathol.

## Invloed
Barsoom was zeer populair bij Amerikaanse lezers. Onder andere wetenschappers en de eerste Amerikaanse ruimtepioniers lazen de verhalen, zoals Carl Sagan. Sciencefictionschrijvers Ray Bradbury en Arthur C. Clarke lazen beide in hun jeugd de Barsoom-verhalen en lieten zich hier later door inspireren. Ook Robert A. Heinlein gebruikte de Barsoom-reeks als inspiratie voor zijn verhalen. James Cameron noemde Barsoom als een van zijn inspiratiebronnen voor de film Avatar.

## Andere media
- De verhalen uit de Barsoom-reeks zijn meerdere malen bewerkt tot stripverhalen, waaronder door Dell Comics, Marvel Comics, en Dynamite Entertainment.
- Het personage John Carter komt voor in volume 2 van de reeks The League of Extraordinary Gentlemen. Hierin leidt hij op Mars een tegenaanval op de Martianen uit “the War of the Worlds”, terwijl deze bezig zijn met hun invasie van de aarde.
- Het boek War of the Worlds: Global Dispatches bevat het verhaal Mars: The Home Front, waarin de Martiaanse invasie uit The War of the Worls wordt verteld vanuit John Carters perspectief.
- In 2009 maakte The Asylum de film Princess of Mars, gebaseerd op de eerste roman uit de reeks.
- Op 9 maart 2012 bracht Disney de film John Carter uit, welke elementen uit de eerste drie Barsoom-boeken combineert. Taylor Kitsch speelde hierin de rol van John Carter.